# Diputats i consellers de la Diputació del General
Aquesta llista inclou tots els diputats i consellers que van formar part de la Diputació del General de Catalunya, des de la seva institució el 1359 fins a la seva dissolució definitiva, el 1714.

## 1 Presidència de Berenguer de Cruïlles (1359-1363)
La Cort reunida a Cervera el 1359 nomena els següents diputats:
- Braç eclesiàstic: Berenguer de Cruïlles, bisbe de Girona, Pere Arnau de Parestortes, prior de Catalunya de l'Orde de l'Hospital, Romeu Sescomes, paborde de Tarragona, i Arnau de Busquets, doctor en decrets i canonge de Barcelona.
- Braç Militar: Bernat III de Cabrera, comte d'Osona, cavaller; Hug II de Cardona, vescomte de Cardona, donzell; Ponç d'Altarriba, cavaller, i Ramon de Peguera, donzell.
- Braç Reial: Pere Desplà, ciutadà de Barcelona; Pere de Carcassona, ciutadà de Lleida; Francesc Pavia, ciutadà de Girona, i Pere Borró, burgès de Perpinyà.

Es nomenaren també quatre Consellers dels diputats per braç:
- Braç eclesiàstic: Pere de Clasquerí, arquebisbe de Tarragona; Hug Desbac, bisbe d'Urgell; Guillem Arnau de Patau, degà d'Urgell, i Galceran de Montcorb, oficial de Girona.
- Braç Militar: Bernat II de Cabrera, cavaller, pare del Comte d'Osona; Ramon d'Anglesola, senyor de Bellpuig, cavaller; Berenguer Despujol, cavaller, i Ramon Arnau Sacinera, cavaller.
- Braç Reial: Romeu de Busquets, ciutadà de Barcelona; Pere de Muntanyana, ciutadà de Lleida; Arnau de Messina de la vila de Cervera, i Valentí Sapera, de Vilafranca del Penedès.

## 2 Presidència de Romeu Sescomes (1363-1365)
En data desconeguda, sobre febrer del 1363, foren escollits pels braços vint diputats. Els residents a Barcelona i els oïdors foren els següents:
- Braç eclesiàstic: Romeu Sescomes, bisbe de Lleida.
- Braç Militar: Guillem de Togores, cavaller.

- Braç Reial: Pere de Santcliment, ciutadà de Barcelona.

- Oïdor eclesiàstic: Pere de Clasquerí, arquebisbe de Tarragona.
- Oïdor Militar: Berenguer de Pontons, cavaller.
- Oïdor Reial: Ramon de Senyecs, mercader de Vilafranca del Penedès.

## 3 Presidència de Bernat Vallès, (1365-1368)
La Cort reunida a Tortosa a primers de març de 1365 designà els següents diputats i oïdors:
- Diputat pel Braç eclesiàstic: Bernat Vallès, canonge de Barcelona.
- Diputat pel Braç Militar: Bernat Sestorres, cavaller.
- Diputat pel Braç Reial, Pere Bussot, ciutadà de Barcelona.

- Oïdor eclesiàstic: Joan Calaf, infermer i canonge de la catedral de Tarragona.
- Oïdor Militar: Jaume de Meià, cavaller.
- Oïdor Militar adjunt: Berenguer Despujol, cavaller.
- Oïdor Reial: Pere Alanyà, burgès de Perpinyà.
- Oïdor Reial adjunt: Jaume de Besanta, ciutadà de Barcelona.

### Ratificació a les Corts de Barcelona
La Cort reunida a Barcelona, el 14 de desembre de 1365, nomenà els següents diputats i oïdors:
- Diputat pel Braç eclesiàstic: Bernat Vallès, canonge de Barcelona.

- Diputat esclesiàstic adjunt: Berenguer Despujol, canonge de Vic.

- Diputat pel Braç Militar: Bernat Sestorres, cavaller.

- Diputat militar adjunt: Bernat Alemany d'Orriols, cavaller.

- Diputat pel Braç Reial, Pere Bussot, ciutadà de Barcelona.

- Diputat Reial adjunt: Pere Desplà, ciutadà de Barcelona.
- Diputat Reial adjunt: Ermengau Martí, burgès de Perpinyà.

## La Generalitat governada per un regent (1368-1375)
En 1367, la Cort reunida a Vilafranca nomenà regent de la Diputació i els oïdors següents:
- Regent de la Diputació de Catalunya: Pere Vicenç.
- Oïdor eclesiàstic. Ramon Gener, cabiscol d'Urgell.
- Oïdor militar: Hug II de Cardona, vescomte de Cardona.
- Oïdor reial: Joan Serra, ciutadà de Barcelona.

En la Cort de Barcelona de 1368-69 es nomenà a:
- Oïdor eclesiàstic. Arnau de Busquets, canonge de Barcelona.
- Oïdor militar: Bernat de Tagamanent, cavaller.
- Oïdor reial: Antoni de Massanet, ciutadà de Lleida.

En 1369-1370 mor el regent, i el càrrec l'ocupa Bernat Bussot, ciutadà de Barcelona.
A la Cort de Tarragona-Montblanc-Tortosa de 1370-72, Bernat Bussot fou ratificat, però el Braç Militar nomenà a Ramon Alemany de Cervelló i a Guillem Sacinera per a administrar un donatiu complementari.
La Cort de Barcelona de 1372-73 renovà a Bernat Bussot, i nomenà diversos Diputats Consellers: el bisbe de Barcelona, l'abat de Sant Cugat, el comte d'Empúries, Ponç de Castlarí i dues persones més per la ciutat de Barcelona.
A les primeries de 1375, Bussot deixà el càrrec i va ser nomenat Escrivà de Ració del rei.

## 5 Presidència de Romeu Sescomes (1375-1376)
El 24 de juny de 1375, la Cort reunida a Lleida nomenà els següents Diputats i Oïdors:
- Diputat eclesiàstic: Romeu Sescomes, bisbe de Lleida.
- Diputat militar: Joan I d'Empúries.
- Diputat reial: Ramon Sarrovira, ciutadà de Barcelona.
- Oïdor eclesiàstic: Pere Toló, comanador de Gardeny.
- Oïdor militar: Galceran de Vilarig, cavaller.
- Oïdor reial: Joan Serra, ciutadà de Barcelona.
- Diputats per a mostres de tropes: Guillem de Guimerà de l'orde de l'Hospital, Ramon de Peguera, cavaller, i Ramon de Carcassona, ciutadà de Lleida.

### 5 Joan I comte d'Empúries (1376-1376)
Abans del 10 d'abril de 1376, Romeu Sescomes fou substituït per Ramon Gener, cabiscol d'Urgell, però com que Joan I d'Empúries era fill de l'infant Ramon Berenguer i net de Jaume II, ha d'ésser considerat President de la Generalitat.

## 6 Presidència de Guillem de Guimerà (1376-1377)
L'any 1376, la Cort reunida a Montsó escollí els següents diputats i oïdors:
- Diputat eclesiàstic: Guillem de Guimerà i d'Abella, gran Prior de Catalunya de l'Orde de l'Hospital (1372-1396).
- Diputat militar: Joan Berenguer de Rajadell, cavaller.
- Diputat reial: Ramon de Carcassona, ciutadà de Lleida.
- Oïdor eclesiàstic: Galceran d'Anglesola, vicari general de l'arquebisbe de Tarragona.
- Oïdor militar: Hug de Santapau.
- Oïdor reial: Joan Serra, ciutadà de Barcelona.
- Diputats per a mostres de tropes:

* Braç eclesiàstic: Galceran Satallada.
* Braç militar: Ferrer de Llagostera.
* Braç reial: Vidal Grimau.

## 7 Presidència de Galceran de Besora (1377-1379)
El 16 d'octubre de 1377, la Cort reunida a Barcelona escollí els següents diputats i oïdors:
- Diputat eclesiàstic: Galceran de Besora, almoiner de Ripoll.
- Diputat militar: Pere Desplà, cavaller.
- Diputat reial: Ramon Sarrovira, ciutadà de Barcelona.
- Oïdor eclesiàstic: Ramon Sarrovira, canonge de Barcelona.
- Oïdor militar: Jaume Desfar, cavaller.
- Oïdor reial: Ermengau Grimau, burgès de Perpinyà.

Oïdors de comptes de Corts anteriors (des de 1365):
* Braç eclesiàstic: Bernat Olives, ardiaca de Lleida.
* Braç militar: Hug de Santapau.
* Braç reial: Antoni de Naves, ciutadà de Lleida.
Diputats per a mostres de tropes i estimes de cavalls:
* Braç eclesiàstic: Galceran Satallada, de l'Orde de l'Hospital.
* Braç militar: Jaume Marc, cavaller.
* Braç reial: Ramon de Búixols, ciutadà de Girona.

## 8 Presidència de Ramon Gener (1379-1380)
Abans del 7 de gener de 1379, la comissió reorganitzadora de la Diputació del General escolli nous diputats residents:
- Diputat eclesiàstic: Ramon Gener, cabiscol d'Urgell.
- Diputat militar: Pere de Merlès, donzell.
- Diputat reial: Francesc de Gualbes, ciutadà de Barcelona.

## 9 Presidència de Felip d'Anglesola (1380-1384)
El 17 de gener de 1380, la Cort reunida a Barcelona nomenà els següents diputats:
- Diputat eclesiàstic: Felip d'Anglesola, sagristà de Tarragona.
- Diputat militar: Guillem Sanoguera, cavaller.
- Diputat reial: Guillem Ferrer, ciutadà de Barcelona.

### Administració de Jaume Nicolau
Entre les Corts Generals de Montsó, a l'octubre de 1383, on foren cessats els Diputats, i el següent nomenament al juliol de 1384, el notari Jaume Nicolau s'ocupà de l'administració de la Generalitat.

## 10 Presidència d'Arnau Descolomer (1384-1389)
El 4 de juliol de 1384, les Corts Generals reunides a Fraga, nomenaren tres nous diputats, i confirmaren els poders d'administrador donats a Jaume Nicolau.
- Diputat eclesiàstic: Arnau Descolomer, prevere del Capitol de Girona.
- Diputat militar: Guillem d'Argentona, cavaller.
- Diputat reial: Pere Terré, doctor en lleis, ciutadà de Barcelona.
- Administrador de la Generalitat: Jaume Nicolau.

## 11 Presidència de Miquel de Santjoan (1389-1396)
L'11 de juny de 1389, la Cort de Catalunya, reunida en Corts Generals a Montsó, escollí els següents diputats, i diputats consellers:
- Diputat eclesiàstic: Miquel de Santjoan, ardiaca de Girona.
- Diputat militar: Jaume Marc, cavaller.
- Diputat reial: Bernat Gralla, ciutadà de Lleida.
- Diputats consellers eclesiàstics:

- vicari de l'arquebisbe de Tarragona
- Pere Serra, canonge i ardiaca del Penedès de la Seu de Barcelona.

- Diputats consellers militars:

- Berenguer de Cruïlles, noble.
- Bartomeu de Vilafranca, donzell.

- Diputats consellers reials:

- Pere Pallarès, de Barcelona.
- Pere Vola, de Perpinyà.

## 12 Presidència d'Alfons de Tous (1396-1413)
- Miquel de Santjoan, s'absentà de Catalunya per causa de preparar una ambaixada en representació del Papa al Rei Martí a l'illa de Sicília, i fou substituït per Alfons de Tous, doctor en decrets.
- Jaume Marc morí el juliol de 1410, i fou substituït per Guerau de Palou, cavaller i ciutadà de Barcelona.
- Bernat Gralla fou substituït per Ramon Desplà el 4 de desembre de 1397, qui va ser substituït pel seu nebot del mateix nom el 19 d'abril de 1408.
- El 9 de maig de 1411 el Parlament de Catalunya nomenà sis persones per ajudar els Diputats. El Parlament decidí també que els diputats comptessin amb doctors en lleis, nomenant Aimó Dalmau i Bernat de Gualbes, com advocats del General. El 1400 els diputats compraren l'edifici que fou el nucli inicial de l'actual Palau de la Generalitat.
- La Cort de Perpinyà-Sant Cugat-Barcelona de 1406-10 no es conclogué i no foren nomenats nous diputats. L'exercici del càrrec durant tants anys obligà a substituir les vacants per mort o renúncia per altres persones del mateix estament.
- Martí l'Humà morí el 31 de maig 1410, i el 28 de juny de 1412, al Compromís de Casp, fou nomenat rei Ferran I d'Antequera, nebot del rei, fill de la seva germana Elionor.

## 13 Presidència de Marc de Vilalba (1413 - 16)
A partir de la Cort de 1413, al Convent de Santa Caterina (Barcelona), la Generalitat rebé una nova estructura i gaudí d'una major estabilitat i independència com a entitat pròpia. A les Corts Catalanes de Barcelona del 23 d'agost de 1413 s'elegiren els següents diputats i oïdors:
- Diputat eclesiàstic: Marc de Vilalba, abat de Santa Maria de Montserrat.
- Diputat militar: Gilabert VII de Centelles i de Perellós, cavaller, senyor de la baronia de Centelles.
- Diputat reial: Joan Ros, ciutadà de Barcelona.

- Oïdor eclesiàstic: Joan de Prades, canonge i infermer de la Seu de Tortosa. Montserrat.
- Oïdor militar: Guillem de Rajadell, donzell de la vegueria de Manresa i senyor de Rajadell, Viver, Massana, Vallmanya i Vilallonga.
- Oïdor reial: Francesc de Santceloni, ciutadà de Girona.

- El maig de 1413, Jaume II d'Urgell d'alça en armes contra el nou rei. Es rendí el 31 d'octubre.
- El 24 de gener de 1414, Ramon Berenguer de Llorac, donxell ede Montblanc, substituí temporalment el Diputat Militar i després a l'Oïdor Militar, durant les seves absències.
- Se celebra Cort a Tortosa-Montblanc el 1414, amb grans protestes pels nomenaments de castellans per a càrrecs al Principat.
- A mitjan febrer de 1415 els tres oïdors de comptes traslladaren les seves responsabilitats a Arnau Sabastida.
- Al febrer de 1416 té lloc l'enfrontament del vectigal. El Consell de Cent delega en Joan Fiveller per a exigir al rei el pagament. El rei morí el 2 d'abril de 1416.

## 14 Presidència d'Andreu Bertran (1416-1419)
Els dies 1 i 10 de juliol de 1416 foren elegits els següents diputats i oïdors:
- Diputat eclesiàstic: Andreu Bertran, bisbe de Barcelona. De família jueva i partidari del Papa Luna.
- Diputat militar: Ramon de Perellós, cavaller, vescomte de Roda.
- Diputat reial: Francesc Basset, ciutadà de Lleida.

- Oïdor eclesiàstic: Narcís de Santdionís, canonge de la seu de Lleida i ardiaca de Ribagorça.
- Oïdor militar: Bertran de Vilafranca, donzell de la vegueria de Vilafranca del Penedès i castlà de Montblanc.
- Oïdor reial: Joan Desvalls, ciutadà de Barcelona.

## 15 Presidència de Joan Desgarrigues (1419-1422)
El 31 de juliol de 1419 foren elegits els següents diputats i oïdors:
- Diputat eclesiàstic: Joan Desgarrigues, Comanador de Masdéu (Trullars) de l'Orde de l'Hospital de Sant Joan de Jerusalem
- Diputat militar: Galceran de Santmenat, cavaller.
- Diputat reial: Llorenç Rodon, burguès de Perpinyà.

- Oïdor eclesiàstic: Narcís Estruç, ardiaca major de Tarragona.
- Oïdor militar: Guillem de Masdovelles.
- El 6 d'agost de 1419 arribà a Barcelona el següent oïdor reial: Joan Desbosc, ciutadà de Lleida.

## 16 Presidència de Dalmau de Cartellà (1422-1425)
El 22 de juliol de 1422 foren elegits els següents diputats i oïdors:
- Diputat eclesiàstic: Dalmau de Cartellà, abat de Santa Maria de Ripoll.
- Diputat militar: Ramon I de Sagarriga de Palou i Pau, cavaller, senyor de Creixell, Pontós i Borrassà.
- Diputat reial: Joan Ros, ciutadà de Barcelona.

- Oïdor eclesiàstic: Francesc Desplà, canonge i ardiaca major de la seu de Vic.
- Oïdor militar: Jofre de Sentmenat, donzell de la sotsvegueria del Vallès, senyor de Sant Fost de Campcentelles.
- Oïdor reial: Martí Gavella, burgés de Perpinyà.

## 17 Presidència de Felip de Malla (1425-1428)
El 31 de juliol de 1425 prengueren possessió dels seus càrrecs els següents diputats:
- Diputat eclesiàstic: Felip de Malla, canonge de Barcelona.
- Diputat militar: Joan Desfar, cavaller, senyor de Castellbell, Vacarisses, i Rellinars.
- Diputat reial: Narcis Miquel, ciutadà de Girona.

El 28 de desembre de 1425 prengueren possessió dels seus càrrecs els següents oïdors:
- Oïdor militar: Bertran de Vilafranca, donzell de la vegueria de Montblanc.
- Oïdor reial: Baltasar de Gualbes, ciutadà de Barcelona.

El 23 de febrer de 1426 prengué possessió del seu càrrec el següent oïdor:
- Oïdor eclesiàstic: Joan de Palomar, canonge i ardiaca major de Barcelona.

## 18 Presidència de Domènec Ram (1428-1431)
El 14 de juliol de 1428 foren elegits els següents diputats i oïdors:
- Diputat eclesiàstic: Domènec Ram, bisbe de Lleida.
- Diputat militar: Berenguer Arnau de Cervelló i de Queralt, cavaller i senyor de la baronia de la Llacuna i dels llocs de Vilademàger i Pontils.
- Diputat reial: Joan del Bosc, ciutadà de Lleida.

- Oïdor eclesiàstic: Ramon Despujol, canonge de Vic.
- Oïdor militar: Arnau de Biure, donzell de la sotsvegueria de Besalú.
- Oïdor reial: Bernat Pinyol, ciutadà de Tortosa.

## 19 Presidència de Marc de Vilalba (1431-1434)
El juliol del 1431 foren elegits els següents diputats i oïdors:
- Diputat eclesiàstic: Marc de Vilalba, abat de Santa Maria de Montserrat.
- Diputat militar: Bernat Galceran II de Pinòs-Fenollet i Fernández de Ahonés, cavaller, vescomte d'Illa i Canet, senyor de les baronies de Pinós i Mataplana.
- Diputat reial: Francesc Desplà, ciutadà de Barcelona.

- Oïdor eclesiàstic: Pere Malet, canonge i degà de la seu de Barcelona.
- Oïdor militar: Roger de Cartellà, donzell de la vegueria de Girona, senyor de la baronia de Rocacorba.
- Oïdor reial: Ramon Samsó, ciutadà de Girona.

- Les Corts el 12 de novembre de 1431, escolliren una comissió per a reformar la Generalitat:
- Pel braç eclesiàstic:

- Joan Pinyana, abat de Santes Creus.
- Dalmau de Raset.
- Pere de Palou.

- Pel braç militar:

- Guillem Ramon de Montcada.
- Guillem Ermengol.
- Bartomeu d'Hostalric.

- Pel braç reial:

- Joan Fiveller.
- Pere Castelló.
- Ramon Jordà.

Quins com a conclusió de les seves investigacions i deliberacions publicaren unes Ordinacions de la comissió dels nou per la reforma del General, el 30 de febrer de 1432, modificat el 1433.

## 20 Presidència de Pere de Palou (1434-1437)
El juliol del 1434 foren elegits els següents diputats i oïdors:
- Diputat eclesiàstic: Pere de Palou, canonge i precentor de la seu de Barcelona.
- Diputat militar: Ramon Galceran de Pinós i de Milany, cavaller, senyor de la baronia de Milany, de Vallfogona i dels castells de Tudela i de Cartellà.
- Diputat reial: Llorenç Rodon, burgès de Perpinyà.

- Oïdor eclesiàstic: Roger de Cartellà, canonge i paborde de la seu de Girona.
- Oïdor militar: Joan de Vilalba, donzell de la sotsvegueria del Vallès, senyor de la Casa de Vilalba, de Vilalba Sasserra i de la quadra de Vallgorguina.
- Oïdor reial: Guillem Bosquets, ciutadà de Barcelona.

## 121 Presidència de Joan de Vilamala (22 de juliol de 1713 - 16 de setembre de 1714)
- Josep de Vilamala fou el darrer president de la Generalitat de Catalunya